# Dale Garland
Dale Mark Paul Garland  (* 13. Oktober 1980 in Saint Peter Port) ist ein ehemaliger britischer Sprinter und Hürdenläufer, der sich auf die 400-Meter-Distanz spezialisiert hat. Seinen größten sportlichen Erfolg feierte er mit dem Halleneuropameistertitel über 4-mal 400 Meter 2007 in Birmingham.

## Sportliche Laufbahn
Erste internationale Erfahrungen sammelte Dale Garland im Jahr 2002, als er bei den Commonwealth Games in Manchester für Guernsey startend mit 6919 Punkten auf den neunten Platz im Zehnkampf gelangte. 2005 belegte er bei den Halleneuropameisterschaften in Madrid in 47,59 s den sechsten Platz im 400-Meter-Lauf und gewann mit der britischen 4-mal-400-Meter-Staffel in 3:09,53 min gemeinsam mit Daniel Cossins, Richard Davenport und Gareth Warburton die Silbermedaille hinter dem französischen Team. Im Jahr darauf belegte er bei den Commonwealth Games in Melbourne mit 7413 Punkten den fünften Platz im Zehnkampf und 2007 schied er bei den Halleneuropameisterschaften in Birmingham mit 47,51 s im Vorlauf über 400 Meter aus. Zudem siegte er dort mit der Staffel in 3:07,04 min gemeinsam mit Robert Tobin, Philip Taylor und Steven Green. Im August schied er dann bei den Weltmeisterschaften in Osaka mit 49,98 s in der ersten Runde im 400-Meter-Hürdenlauf aus. Im Jahr darauf belegte er bei den Hallenweltmeisterschaften in Valencia in 3:09,21 min den fünften Platz im Staffelbewerb und 2010 kam er bei den Hallenweltmeisterschaften in Doha mit 48,26 s nicht über den Vorlauf über 400 Meter hinaus. Im Oktober schied er bei den Commonwealth Games in Neu-Delhi mit 51,48 s in der Vorrunde über 400 m Hürden aus und verpasste der Staffel von Guernsey mit 3:14,51 min den Finaleinzug. Bis 2023 bestritt er auf nationaler Ebene noch vereinzelt Wettkämpfe, ehe er seine aktive sportliche Karriere im Alter von 43 Jahren endgültig beendete.
2007 wurde Garland britischer Meister im 400-Meter-Hürdenlauf sowie 2005 Hallenmeister über 400 Meter.

## Persönliche Bestzeiten
- 400 Meter: 46,68 s, 9. März 2006 in Melbourne
  - 400 Meter (Halle): 46,89 s, 4. März 2005 in Madrid
- 400 m Hürden: 49,54 s, 15. August 2009 in Cardiff
- Zehnkampf: 7413 Punkte, 21. März 2006 in Melbourne